# Rhenium-Osmium-Chronometer
Das Rhenium-Osmium-Chronometer wird als isotopengeochemische Methode zur radiometrischen Altersbestimmung geologischer Materialien herangezogen.
Grundlage für diese Methode ist der radioaktive Zerfall des Isotops 187Re (Rhenium) zu 187Os (Osmium) mit einer Halbwertszeit von 4,1577 · 1010 Jahren. Diese lange Halbwertszeit erlaubt es, das Nuklidpaar 187Re und 187Os (Osmium) als Chronometer für den r-Prozess zu verwenden. Diese Idee stammte ursprünglich von D. E. Clayton. 187Re wird ausschließlich im r-Prozess erzeugt, während 187Os primär ausschließlich im s-Prozess erzeugt wird. Über das Nachbarisotop 188Os kann man auf die S-Prozess-Häufigkeit von 187Os rückschließen. Das übrige 187Os muss durch den Zerfall von 187Re entstanden sein. Das Verhältnis der Häufigkeiten von 187Re und dem nicht primär erzeugten 187Os ist dann mit dem Beginn von r-Prozess Ereignissen in unserer Galaxie und somit auch mit dem Alter unserer Galaxie korreliert.
Die Korrelation ist aber nicht exakt da zuvor einige Korrekturen angewendet werden müssen, um die physikalischen Eigenschaften der beteiligten Kerne und Reaktionen zu berücksichtigen. Die Halbwertszeit von 187Re ändert sich unter stellaren Bedingungen, wie sie z. B. in AGB-Sternen vorliegen, drastisch. Durch die vollständige Ionisierung der Atomhülle ist ein Beta-Zerfall in einen gebundenen Zustand möglich und die Halbwertszeit sinkt um 9 Größenordnung auf ca. 32,9 Jahre.  Das stabile Isotop 187Os kann unter stellaren Bedingung über Elektroneneinfang zu 187Re zerfallen (Halbwertszeit 1242 Jahre). Weiterhin ist für den nur-s-Kern 187Os der Neutroneneinfangswirkungsquerschnitt entscheidend für die korrekte Berechnung der 187Os-Häufigkeit. In 187Os existiert aber ein Isomerzustand bei 9,7 keV, welcher unter stellaren Bedingung thermisch bevölkert wird, so dass sich ein temperaturabhängiger Anteil der 187Os-Isotope in diesem angeregten Zustand befindet. Der Neutroneneinfangswirkungsquerschnitt im angeregten Zustand ist aber bisher nur aus Rechnungen, nicht aus Messungen bekannt. Weiterhin wird 187Re noch zu einem geringen Anteil im s-Prozess erzeugt, da im Verzweigungspunkt des s-Prozesses bei 185W eine schwache Verzweigung stattfindet und ca. 6 % des 187Re-Isotops doch über den s-Prozess erzeugt werden.